# Miroslav Miller
Miroslav Miller (* 19. srpna 1980, Beroun, Československo) je bývalý český fotbalový brankář, kariéru ukončil v červnu 2017 v klubu AC Sparta Praha. Rozvedený, mezi jeho oblíbené hráče patřil Andreas Köpke.
Po skončení kariéry se stal trenérem brankářů.

## Klubová kariéra
S fotbalem začínal v TJ Sokol Jinočany, v žákovském věku hrál za Sokol Rudná, odkud přes krátké působení v pražském divizním celku Admira Slavoj v zimě 2000/01 přestoupil do FK Mladá Boleslav.
V Mladé Boleslavi začínal v brankářské dvojici s Martinem Slavíkem, další dva roky kryl záda Liboru Macháčkovi. V sezóně 2003/04 se už jako brankářská jednička podílel na postupu do první ligy. V červenci 2013 oslavil jubilejní 200. zápas v nejvyšší soutěži.
S Mladou Boleslaví získal ligové stříbro v ročníku 2005/06 a bronz o rok později. Zažil i úspěšná tažení Mladé Boleslavi pohárovou Evropou v sezónách 2006/07 a 2007/08. Zachytal si mimo jiné v odvetě předkola Ligy mistrů UEFA proti Galatasaray Istanbul (1:1). Ve své kariéře nastoupil také k 11 zápasům v Poháru UEFA (Evropské lize) včetně slavného vítězství 4:2 nad francouzským velkoklubem Olympique Marseille v září 2006. Jednou vychytal čisté konto - v téže sezóně v základní skupině proti Paris Saint-Germain FC.
V sezóně 2010/11 se podílel na zisku českého fotbalového poháru, když ve finále proti Sigmě Olomouc přispěl po remíze 1:1 v základní hrací době čtyřmi chycenými penaltami k vítězství 4:3 v dramatickém rozstřelu (po sedmé sérii).

O dva roky později se probojoval s Mladou Boleslaví znovu až do finále poháru proti Jablonci, zápas dospěl po remíze 2:2 znovu do rozstřelu, v němž sice Miller kryl hned první pokus, ale mladoboleslavští nakonec prohráli poměrem 4:5 po šesté sérii.
V podzimní části sezóny 2014/15 se stal v Ml. Boleslavi náhradníkem Aleše Hrušky.
V lednu 2015 se po zranění brankáře Sparty Davida Bičíka přesunul na půlroční hostování do Sparty Praha. V červenci 2015 do Sparty přestoupil a podepsal smlouvu na 2 roky. Poté, co se Bičík uzdravil, se stal brankářskou trojkou a šance dostával v českém poháru. Profesionální kariéru ukončil v červnu 2017. Za Spartu odchytal pouze jedno ligové utkání.

## Trenérská kariéra
Po ukončení profesionální hráčské kariéry v červnu 2017 se stal trenérem brankářů v Bohemians 1905.